# Roth (Rhein-Lahn-Kreis)
Roth ist eine Ortsgemeinde im Rhein-Lahn-Kreis in Rheinland-Pfalz. Sie gehört der Verbandsgemeinde Aar-Einrich an.

## Geographie
Roth liegt im Naturpark Nassau etwa sechs Kilometer westlich von Katzenelnbogen. Im Nordosten bildet der Dörsbach und im Südwesten der Hasenbach die Gemeindegrenze.
Zu Roth gehören auch die Wohnplätze Hasenmühle, Mohrenhof und Neumühle.
Etwa die Hälfte des Gemeindegebiets wird landwirtschaftlich genutzt, 40 % ist Waldfläche.

## Geschichte
Der Ort ist eine mittelalterliche Rodung. Sie war ursprünglich unter drei Zehntherren aufgeteilt, dem Stift zu Sankt Goar, der Abtei Arnstein und der Pfarrei Niedertiefenbach.
Bis Anfang des 19. Jahrhunderts gehörte der Ort zur Niedergrafschaft Katzenelnbogen, die bis 1479 von den Grafen von Katzenelnbogen regiert wurde. Nach deren Aussterben kam das Gebiet an die Landgrafen von Hessen. Landgraf Philipp I. führte 1527 die Reformation ein. Nach dessen Tod 1567 kam das Gebiet an Hessen-Rheinfels. 1583 fiel es an Hessen-Kassel.
Während des 30-jährigen Krieges fiel die Niedergafschaft an Hessen-Darmstadt. 1648 kam sie wieder an Hessen-Kassel.
Roth stand von 1806 bis 1813 unter französischer Verwaltung (pays réservé) und kam 1816 (nachdem es kurzzeitig nochmal zu Hessen-Kassel gehörte) zum Herzogtum Nassau, das seinerseits 1866 infolge des sogenannten Deutschen Krieges vom Königreich Preußen annektiert wurde. Während der Zeit des Herzogtums gehörte es zum Amt Nassau. Von 1867 bis 1969 war Roth Teil des Unterlahnkreises.
Nach dem Ersten Weltkrieg war der Ort bis zum Abzug der Franzosen 1929 besetzt, nach dem Zweiten Weltkrieg war es ebenfalls Teil der französischen Besatzungszone und ist seit 1946 Teil des damals neu gebildeten Landes Rheinland-Pfalz.
Seit 1969 ist Roth Teil des Rhein-Lahn-Kreises, 1972 kam es im Zuge der rheinland-pfälzischen „Funktional- und Gebietsreform“ zur Bildung der Verbandsgemeinde Katzenelnbogen, der die Ortsgemeinde Roth bis 2019 angehörte und die dann in der Verbandsgemeinde Aar-Einrich aufging.
Bevölkerungsentwicklung
Die Entwicklung der Einwohnerzahl von Roth, die Werte von 1871 bis 1987 beruhen auf Volkszählungen:
| Jahr | Einwohner |
| ---- | --------- |
| 1815 | 181       |
| 1835 | 246       |
| 1871 | 289       |
| 1905 | 221       |
| 1939 | 171       |

| Jahr | Einwohner |
| ---- | --------- |
| 1950 | 168       |
| 1961 | 158       |
| 1970 | 158       |
| 1987 | 165       |
| 1997 | 183       |

| Jahr | Einwohner |
| ---- | --------- |
| 2005 | 202       |
| 2011 | 189       |
| 2017 | 205       |
| 2024 | 197       |

## Politik

### Gemeinderat
Der Gemeinderat in Roth besteht aus sechs Ratsmitgliedern, die bei der Kommunalwahl am 9. Juni 2024 in einer Mehrheitswahl gewählt wurden, und dem ehrenamtlichen Ortsbürgermeister als Vorsitzendem.

### Bürgermeister
Ortsbürgermeister von Roth ist Reinhard Laux. Bei der Direktwahl am 26. Mai 2019 gab es keinen Bewerber. Laux wurde am 26. Juni 2019 einstimmig vom Gemeinderat gewählt und damit Nachfolger von Matthias Weis, der nicht erneut kandidiert hatte. Bei der Direktwahl am 9. Juni 2024 wurde Laux als einziger Bewerber mit einem Stimmenanteil von 83,9 % für weitere fünf Jahre in seinem Amt bestätigt.

## Wirtschaft und Infrastruktur
Mit Stand 2007 gibt es noch drei landwirtschaftliche Betriebe mit durchschnittlich 62 ha landwirtschaftlich genutzter Fläche, 1971 waren es noch 20 Betriebe mit durchschnittlich 8 ha Fläche.
Durch den Ort verläuft die Kreisstraße 51.